# 大卫·R·佩奇
大卫·R·佩奇（英語：David R. Paige，1844年4月8日—1901年6月30日）是一位美国政治家，民主党人，1883至1885年代表俄亥俄州第二十选区成为美国众议院议员。